# Cromosoma 7
El cromosoma 7 és un dels 23 parells de cromosomes dels éssers humans. Té més de 158 milions de parells de bases (el material constituent de l'ADN) i representa entre el 5% i el 5,5% de l'ADN total de la cèl·lula.
La identificació dels gens en cadascun dels cromosomes és obtinguda per mitjà de diferents mètodes, el qual dona lloc a petites variacions en el nombre de gens estimats a cada cromosoma, segons el mètode utilitzat. S'estima que el cromosoma 7 conté entre 1000 i 1400 gens, entre els quals cal destacar a aquells que pertanyen al clúster Homeobox A.

## Gens

Cromosoma 7 humà.

A continuació s'indiquen alguns dels gens localitzats en el cromosoma 7:
- Glucocinasa
- ASL: Argininosuccinat mares.
- CBX3: Cromobox homòleg 3.
- CCL24: Quimiocina (motiu CC) lligada 24 (scya24).
- CCL26: Quimiocina (motiu CC) lligada 26 (scya26).
- CCM2: Malformació caverna cerebral 2.
- CGRP-RCP: Receptors de pèptid relacionat amb el gen de la calcitonina.
- CFTR: Regulador de la conductància transmembrana-l en la fibrosi quística.
- COL1A2: col·lagen, tipus I, alfa 2.
- CYLN2: Linker citoplasma 2.
- DFNA5: Sordesa, autosòmica dominant 5.
- DLD: Dihidrolipoamida deshidrogenasa (component E3 del complex piruvat deshidrogenasa, del complex 2-oxo-glutarato i del complex deshidrogenasa d'acetoàcids de cadena lateral).
- ELN: elastina (estenosi aòrtica supravalvular, Síndrome de Williams-Beuren).
- FOXP2: Proteïna Forkhead box 2.
- GARS: Glicil-Arnt sintetasa.
- GTF2I: Factor de transcripció general II, i.
- GTF2IRD1: GTF2I repeat domain containing 1.
- GUSB: β-glucuronidasa.
- HSPB1: Heat shock 27 kDa proteïna 1
- KCNH2: Canal de potassi depenent de voltatge, subfamília H, membre 2.
- KRIT1: Anquirina repeat containing.
- LIMK1: Domini LIM cinasa 1.
- NOS3: Òxid nítric sintasa 3 (cèl·lula endotelial).
- P47 phox o NCF1: neutròfils oxidasa de 47 kDa / Factor citosòlic de neutròfils 1.
- PMS2: Postmeiotic segregation increased 2 (S. cerevisiae).
- RELN: Reelin.
- SBDS: Síndrome de Shwachman-Bodian-Diamond.
- SLC25A13: Transportador de soluts família 25, membre 13 (citrina).
- SLC26A4: Transportador de soluts família 26, membre 4.
- TAS2R16: Receptor del gust, tipus 2, membre 16.
- TFR2: Receptor de transferrina 2.
- TPST1: Tirosilproteín sulfotransferasa 1.

## Malalties
- Acidúria argininosuccínica.
- Angioma cavernosos.
- Malaltia de Charcot-Marie-Tooth.
- Malaltia de Charcot-Marie-Tooth tipus 2.
- Citrulinèmia.
- Absència congènita bilateral dels vasos deferents.
- Fibrosi quística.
- Atròfia muscular espinal distal, tipus V.
- Síndrome d'Ehlers-Danlos.
- Hemocromatosi.
- Càncer de còlon rectal hereditari no pòlips.
- Lisencefalia.
- Malaltia de l'orina de xarop d'auró.
- Diabetis mellitus tipus 2
- Mucopolisacaridosi tipus VII o Síndrome de Sly.
- Síndromes mielodisplàsiques.
- Sordesa no sindromàtica.
- Osteogènesi imperfecta.
- Malaltia granulomatosa crònica.
- Síndrome de Pendred.
- Síndrome de Romano-Ward.
- Síndrome de Shwachman-Diamond.
- Esquizofrènia.
- Síndrome de Williams.